# ICarly (2021)
iCarly este un serial american de comedie bazat pe serialul de televiziune produs de Nickelodeon din 2007 cu același nume. Serialul îi are în rolurile principale pe Miranda Cosgrove, Jerry Trainor, Nathan Kress, Laci Mosley și Jaidyn Triplett; Cosgrove, Trainor și Kress reluând rolurile din serialul original. A avut premiera pe Paramount+ pe 17 iunie 2021, cu recenzii pozitive. Al doilea sezon a avut premiera pe 8 aprilie 2022, în timp ce al treilea sezon a avut premiera pe 1 iunie 2023. În octombrie 2023, serialul a fost anulat după trei sezoane.

## Episoade
| N/o       | Titlu original                         | Titlu în română                                  | Premiera originală | Premiera în România |
| --------- | -------------------------------------- | ------------------------------------------------ | ------------------ | ------------------- |
|           |                                        |                                                  |                    |                     |
| SEZONUL 1 |                                        |                                                  |                    |                     |
|           |                                        |                                                  |                    |                     |
| 1         | iStart Over                            | Încep de la început                              | 17 iunie 2021      |                     |
| 2         | iHate Carly                            | O urăsc pe Carly                                 | 17 iunie 2021      |                     |
| 3         | iFauxpologize                          | Fauxpologize                                     | 17 iunie 2021      |                     |
| 4         | iGot Your Back                         | Te acopăr eu                                     | 24 iunie 2021      |                     |
| 5         | iRobot Wedding                         | Nuntă cu robotul                                 | 1 iulie 2021       |                     |
| 6         | i'M Cursed                             | Sunt blestemată                                  | 8 iulie 2021       |                     |
| 7         | iNeed Space                            | Am nevoie de spațiu                              | 15 iulie 2021      |                     |
| 8         | iLove Gwen                             | O iubesc pe Gwen                                 | 22 iulie 2021      |                     |
| 9         | iMLM                                   | Marketing pe mai multe niveluri                  | 29 iulie 2021      |                     |
| 10        | iTake a Girls' Trip                    | Mă duc într-o călătorie cu fetele                | 5 august 2021      |                     |
| 11        | iCan Fix It Myself                     | O pot repara singură                             | 12 august 2021     |                     |
| 12        | iThrow a Flawless Dinner Party         | Organizez cina perfectă                          | 19 august 2021     |                     |
| 13        | iReturn to Webicon                     | Întoarcere la Webicon                            | 26 august 2021     |                     |
|           |                                        |                                                  |                    |                     |
| SEZONUL 2 |                                        |                                                  |                    |                     |
|           |                                        |                                                  |                    |                     |
| 1         | iGuess Everyone Just Hates Me Now      | Cred că toți mă urăsc acum                       | 8 aprilie 2022     |                     |
| 2         | iObject, Lewbert!                      | Obiecție, Lewbert!                               | 8 aprilie 2022     |                     |
| 3         | i'M Wild and Crazy                     | Sunt dezlănțuită si nebună                       | 15 aprilie 2022    |                     |
| 4         | iHire a New Assistant                  | Angajez asistent nou                             | 22 aprilie 2022    |                     |
| 5         | iCupid                                 | Cupidon                                          | 29 aprilie 2022    |                     |
| 6         | iBuild a Team                          | Construiesc o echipă                             | 6 mai 2022         |                     |
| 7         | iDragged Him                           | L-am târât                                       | 13 mai 2022        |                     |
| 8         | i'M a USA Bae                          | Sunt USA Bae                                     | 20 mai 2022        |                     |
| 9         | iHit Something                         | Lovesc ceva                                      | 27 mai 2022        |                     |
| 10        | iThrow a Flawless Murder Mystery Party | Organizez petrecerea perfectă cu mister și crimă | 3 iunie 2022       |                     |
|           |                                        |                                                  |                    |                     |
| SEZONUL 3 |                                        |                                                  |                    |                     |
|           |                                        |                                                  |                    |                     |
| 1         | iBuckled                               | Cedez                                            | 1 iunie 2023       |                     |
| 2         | iLove Your Shoes                       | Îmi plac pantofii tăi                            | 1 iunie 2023       |                     |
| 3         | iMake New Memories                     | Îmi fac amintiri noi                             | 8 iunie 2023       |                     |
| 4         | iGo Public                             | Fac totul public                                 | 15 iunie 2023      |                     |
| 5         | iFaked It                              | Contrafăcut                                      | 22 iunie 2023      |                     |
| 6         | iReunited and It Felt Okay             | M-am întâlnit și a fost bine                     | 29 iunie 2023      |                     |
| 7         | iGo to Toledo                          | Mă duc la Toledo                                 | 6 iulie 2023       |                     |
| 8         | iCause a Cat-astrophe                  | Provoc o catastrofă                              | 13 iulie 2023      |                     |
| 9         | iCreate a New Ecosystem                | Creez un nou ecosistem                           | 20 iulie 2023      |                     |
| 10        | iHave a Proposal                       | Am o propunere                                   | 27 iulie 2023      |                     |